# Перекатный (Якутия)
Перекатный (якут.  ) — упразднённый посёлок в Нерюнгринском районе Якутии России. Входил в состав Хатыминского наслега.

## География
Посёлок расположен на юге региона, при руч. Безымянный, впадающим в р. Алдан примерно в 2,5 км к западу.
Расстояние до районного центра г. Нерюнгри 203 км, до областного центра г. Якутск 504 км.

## История
Месторождение горного хрусталя Перекатное открыто в 1961 году. При нём вырос рабочий посёлок.
Постановлением Правительства Республики Саха (Якутия) от 10 июля 1998 года № 322 в Хатыминском наслеге были исключены населённые пункты из учётных данных административно-территориального деления Десовский, Перекатный, Суон-Тит, Таежный.

## Инфраструктура
Добыча горного хрусталя из месторождения Перекатное.